# Phổ học thiên văn

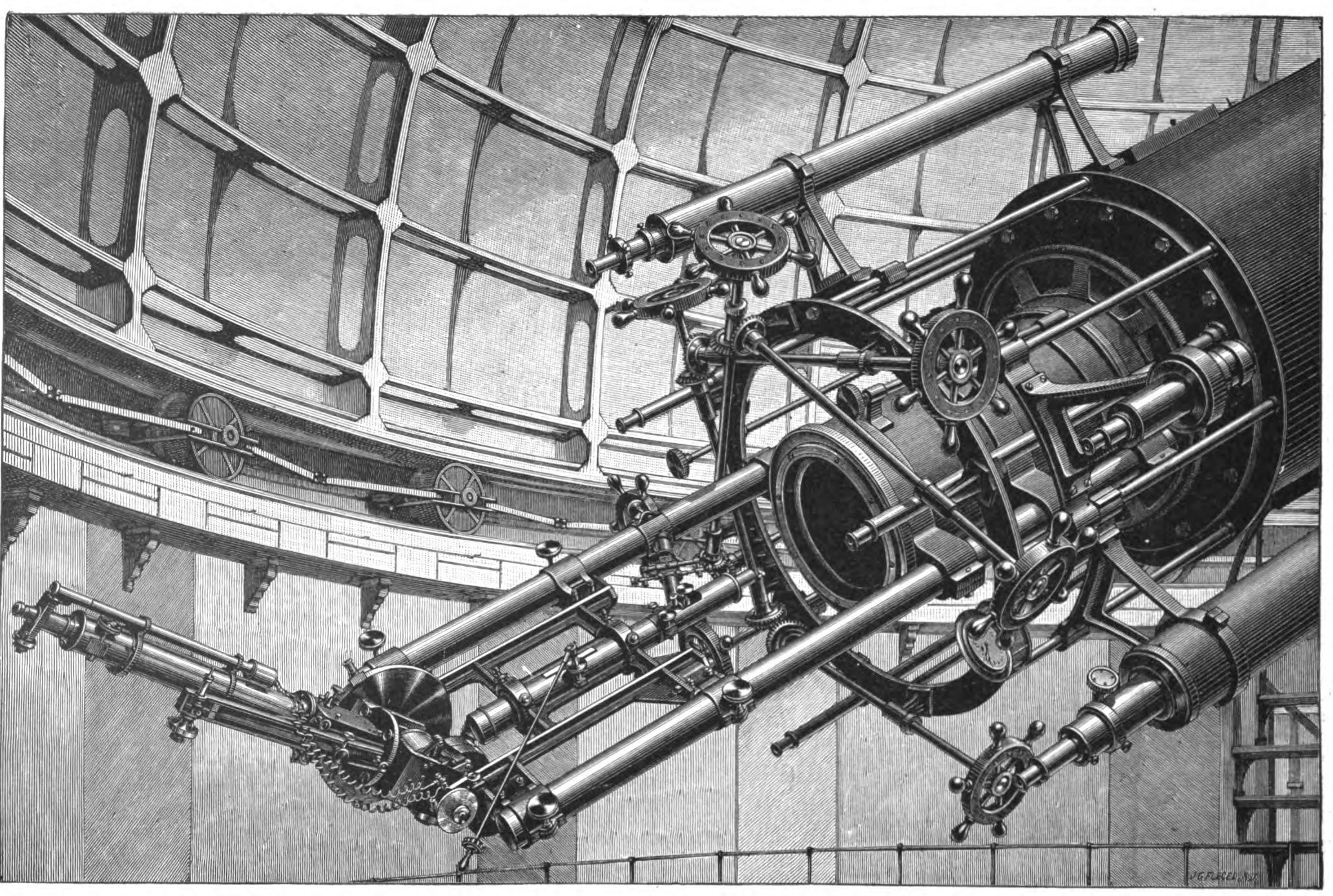
Kính quang phổ sao ở đài quan sát Lick năm 1898, do James Keeler thiết kế và John Brashear xây dựng.

Là khái niệm dùng để phân loại các ngôi sao. Phổ được dựa trên phổ của ánh sáng, trải dài từ màu đỏ đến tím, qua đó biết được nhiệt độ bề mặt của ngôi sao. Ngôi sao nghiêng về phổ màu xanh sẽ có nhiệt độ cao hơn ngôi sao nghiêng về phổ màu đỏ.
Phổ học thiên văn quan tâm đến ba loại phổ chính: phổ thấy được, sóng radio và tia X. Những tần số khác nhau yêu cầu những phương pháp đo đạc khác nhau. Chẳng hạn, Ozone (O3) và phân tử oxy (O2) hấp thụ ánh sáng với bước sóng nhỏ hơn 300 nm, tức là các tia X và tia cực tím yêu cầu sử dụng các kính thiên văn vệ tinh hoặc tên lửa.:27 Tín hiệu radio có bước sóng lớn hơn tín hiệu quang học, và yêu cầu sử dụng các ăng ten. Ánh sáng hồng ngoại bị hấp thụ bởi nước và CO2 trên khí quyển, và cũng yêu cầu sử dụng vệ tinh.